# Partido Socialdemócrata de Cataluña
El Partit Socialdemòcrata de Catalunya (Partido Socialdemócrata de Cataluña) (PSDC) fue un partido político español de ámbito catalán de ideología socialdemócrata, fundado en 1977 y dirigido por el empresario Ramón Viñals y Rafael Casanovas. En las elecciones al Parlamento de Cataluña de 1980 se presentó en coalición con ERC y obtuvo el acta de diputado para Ramón Viñals. En 1982 la coalición se rompió y Ramón Viñals pasó a ser diputado del Grupo Mixto. En las elecciones municipales de 1983 apoyó al Centro Democrático y Social. Sin embargo, en las elecciones municipales de 1987 se presentó en coalición con Estat Català.
A partir de las elecciones generales de 1989 se presentó como Coalición Socialdemócrata con otras fuerzas socialdemócratas españolas. No se ha presentado a ninguna de las elecciones posteriormente.

## Resultados electorales
| Elecciones                                   | Votos  | %    | Diputados (d) Concejales (c) |
| -------------------------------------------- | ------ | ---- | ---------------------------- |
| Elecciones al Parlamento de Cataluña de 1984 | 6.768  | 0,24 | -                            |
| Elecciones generales españolas de 1986       | 4.885  | 0,02 | -                            |
| Elecciones al Parlamento europeo de 1987     | 25.058 | 0,13 | -                            |
| Elecciones municipales españolas de 1987     | 566    |      | -                            |
| Elecciones al Parlamento de Cataluña de 1984 | 5.156  | 0,19 | -                            |
| Elecciones generales españolas de 1996       | 17.095 | 0,08 | -                            |
| Elecciones al Parlamento Europeo de 1999     | 52.577 | 0,33 | -                            |

- Datos: Q9056324